# آرتور پی. اشمیت
آرتور پی. اشمیت (به انگلیسی: Arthur P. Schmidt) ‏ (۱۹۱۲ – ۱۹۶۵) تدوین‌گر آمریکایی است.
او برای تدوین آثار بیلی وایلدر مشهور است و پسرش آرتور اسمیت هم تدوین‌گر سرشناسی است او تدوین‌گر فارست گامپ به کارگردانی رابرت زمکیس است.

## آثار

### تدوین آثار بیلی وایلدر
- ۱۹۵۰ - سان‌ست بلوار
- ۱۹۵۱ - تک‌خال در حفره
- ۱۹۵۳ - بازداشت‌گاه شماره ۱۷
- ۱۹۵۴ - سابرینا
- ۱۹۵۵ - خارش هفت‌ساله
- ۱۹۵۷ - روح سنت لوئیس
- ۱۹۵۹ - بعضی‌ها داغشو دوست دارند

### سایر
- ۱۹۵۷ - سایونارا کارگردان: جوشوآ لوگان
- ۱۹۵۶ - پادشاه خانه‌به‌دوش کارگردان: مایکل کورتیز
- ۱۹۴۷ - مخاطرات پائولین